# Веруа Савоя
Веру̀а Саво̀я (на италиански: Verrua Savoia; на пиемонтски: Vrùa, Вруа) е село и община в Метрополен град Торино, регион Пиемонт, Северна Италия. Разположено е на 287 m надморска височина. Към 1 януари 2020 г. населението на общината е 1389 души, от които 57 са чужди граждани.